# Østensjø
Østensjø är en administrativ stadsdel (bydel) i Oslo kommun i Norge. Østensjø hade år 2020 totalt 50 806 invånare. Området täcker 12,24 km².
Stadsdelen ligger i den sydöstra delen av Oslo intill Østmarka, ett populärt turområde för Oslos och Lørenskogs invånare.
Østensjø och platser som Oppsal, Bøler, Abildsø, Bogerud och Manglerud ligger alla runt Østensjøvannet. Østensjøvannets naturreservat upprättades 1992.